# Tombstone (comics)
Pour les articles homonymes, voir Tombstone.
Alonzo « Lonnie » Lincoln, alias Tombstone est un super-vilain appartenant à l'univers de Marvel Comics. Créé par le scénariste Gerry Conway et le dessinateur Alex Saviuk, le personnage de fiction apparaît pour la première fois dans le comic book Web of Spider-Man #36 de mars 1988.

## Biographie du personnage
Lonnie Thompson Lincoln est albinos, ce qui lui rend la vie difficile dans le quartier à majorité noire d'Harlem où il voit le jour. Une anomalie des cordes vocales réduit sa voix à un murmure. Pour compenser ces handicaps, il pratique un entrainement physique intensif et devient la terreur des enfants de son âge qu'il rackette impitoyablement. Son surnom de Tombstone (pierre tombale) lui est donné à cause de sa pâleur et par analogie avec Thompson, son second prénom. De tous ses condisciples, Joe Robertson est le seul à ne pas le traiter par le mépris. Tombstone interprète cela comme un témoignage d'amitié et sera furieux d'apprendre que Robertson constitue un dossier sur ses activités de racket pour les dénoncer dans le journal de l'école. De cet instant naît l'antagonisme qui plus tard ne cessera d'opposer les deux hommes.
Adulte, Tombstone devient tueur à gages et agitateur public à Philadelphie. Au bout de vingt ans, le Caïd l'envoie à New York kidnapper l'agent de change Roland Raymond, mutant investi du don de persuasion. Robertson, devenu depuis journaliste au Daily Bugle, reconnaît Tombstone et tente de l'affronter seul. Le truand lui laisse la vie en souvenir de leur amitié d'autrefois mais le laisse pratiquement infirme. D'où l'intervention de Spider-Man. Tombstone se méprend sur la force de l'adversaire et subit une défaite cuisante.
Condamné à perpétuité pour activités criminelles multiples, il est incarcéré au pénitencier fédéral de Philadelphie. Au même moment, Robertson est condamné pour avoir dissimulé certaines informations à la police. Tombstone menace pour être transféré dans le même établissement pénitentiaire et met au point un plan d'évasion. Il persuade Robertson brisé d'attirer Spider-Man dans un guet-apens et de lui inoculer un virus expérimental fourni par son compère le Caméléon. Puis il s'évade en entraînant Spider-Man en otage et Robertson en hélicoptère. Au moment où il va éliminer Spider-Man, Robertson reprend ses esprits et s'interpose. Au cours de la lutte, Tombstone et lui tombent de l'hélicoptère dans le fleuve Susquehanna, ce qui leur permet d’échapper à la mort. Ils sont recueillis et remis sur pied par un fermier Amish. Aussitôt, Tombstone défie Robertson de régler une bonne fois leur différend. Tombstone est évidemment le plus fort, mais Robertson se débarrasse in extremis de lui avec une fourche. Grièvement blessé, il survit tout de même... Robertson à son retour à New York, est acquitté et recouvre la liberté.
Tombstone a depuis rejoint ses anciens complices Hammerhead et le Caméléon. Il use de plusieurs chantages pour devenir le roi de la pègre new-yorkaise, il parvient à écarter Hammerhead. Mais le conseil des truands le rejette, sauf s'il parvient à neutraliser Spider-Man. Une fois encore, il échoue, mais après avoir gravement blessé Flash Thompson, un ami de Spider-Man, qui s'était interposé.

## Pouvoirs et capacités
Tombstone ne possède initialement pas de super pouvoirs. À la suite d'une réaction au Diox-3, il acquit une force surhumaine, qui lui permet de soulever environ 6 tonnes (ou d’exercer une pression équivalente). Ses réflexes ont été améliorés et sa peau est extrêmement résistante (les balles d’armes à feu classiques ne peuvent pas l’entamer) ; elle peut supporter des températures allant de – 60 °C à 650 °C. Tombstone est également résistant en partie à l’électricité.
Les dents de Tombstone ont été taillées en pointe et aiguisées. Il est particulièrement expérimenté dans le maniement des armes conventionnelles et est un combattant à mains nues compétent, s’étant spécialisé lui-même dans la strangulation.

## Apparitions dans d'autres médias
Sauf indication contraire, les informations mentionnées dans cette section peuvent être confirmées par la base de données cinématographiques IMDb,  présente dans la section « Liens externes ».

### Cinéma
- 2018 : Spider-Man: New Generation (film d'animation)

Dans ce film, il apparaît à multiples reprises en tant que homme de main du Caïd. Cependant, il ne joue qu'un rôle mineur dans l'histoire.

### Télévision
- 1994-1998 : Spider-Man, l'homme-araignée (Spider-Man: The Animated Series) (série d'animation)
- 2008-2009 : Spectacular Spider-Man (série d'animation)

Dans cette série, Tombstone dirige la mafia en secret et entretien une collaboration avec Norman Osborn. Hammerhead lui sert de bras droit et il est responsable de la création du Rhino et de l'Homme-sable. Son passé n'a jamais été évoqué, mais on peut constater sa force surhumaine lorsqu'il bat Spider-man assez facilement. Sa peau est blanche, il a des dents pointues et il parle doucement comme dans les comics.
- 2025 : Votre fidèle serviteur Spider-Man (Your Friendly Neighborhood Spider-Man) (série d'animation)

### Jeux vidéo
- 2018 : Marvel's Spider-Man
- 2023 : Marvel's Spider-Man 2